# Leoncia Gómez Galán
Leoncia Gómez Galán (Valencia de Alcántara, 1903-Cáceres,1986) fue la última vocera de El Periódico Extremadura en Cáceres.

## Biografía
Nació en Valencia de Alcántara en 1903. Fue abandonada en las puertas de la Iglesia de Rocamador. Un matrimonio de la localidad la acogió y la adoptó. Se trasladaron a Cáceres y comenzó a trabajar como asistenta en casa un conocido abogado de Cáceres, ganando 7 pesetas al mes. Terminó cobrando 15 duros tras sus 50 años de servicio en aquella casa de la que Leoncia formó parte como una más. Por las tardes, mientras cosía, contaba cuentos populares a las nueve criaturas de la familia.
En 1966 el director de El Periódico Extremadura, Germán Sellers, le propuso a su jefe que Leoncia vendiera por las calles el diario. A sus 63 años comenzó a desarrollar su nuevo oficio en donde el poco dinero que ganaba le suponía una ayuda para vivir y para pagar una habitación que tenía arrendada en el populoso barrio de Busquet. Hasta 1975, con 72 años, voceó el periódico decano de la prensa regional, al final de la calle Pintores, en la plaza de San Juan, del barrio de San Juan. Deseaba que hubiera una noticia importante que le permitiera aumentar la tirada, sacar algo más de dinero, y que pudiera anunciar a voz en grito por las calles de Cáceres.
Conoció el amor a los 74 años, en la residencia de mayores de la Avenida de Cervantes, donde coincidió con Salvador Hernández Fernández, de Oropesa, con quien se casó. La boda culminó con una luna de miel en Benidorm. Los hijos de la familia donde trabajó durante toda su vida fueron los padrinos de su boda.

## Premios y reconocimientos
- El 22 de abril de 1999, coincidiendo con el 75.º aniversario de El Periódico Extremadura, se colocó una escultura una como homenaje a Leoncia, realizada por el profesor de Escultura de la Escuela de Bellas Artes Eulogio Blasco. Muestra sonriente un ejemplar de El Periódico Extremadura, que tantas veces vendiera casi en el mismo lugar donde se encuentra.[2] La estatuta ha sufrido numerosos vandalismos.[5][6] Se ha convertido en un icono de la ciudad y ha sido altavoz para los movimientos ciudadanos.[7] La han disfrazado en Carnaval, le han colocado gorritos de Papá Noel en Navidad, rastas en Womad, capirotes en Semana Santa, lazos violeta contra la violencia machista, la bandera del movimiento LGTBI.[8] Hay cuenta en Facebook, Instagram y Twitter que invita a visitantes a hacerse selfies y compartirlas.[9]
- Hay otra estatua homenaje a la entrada de El Periódico Extremadura, en resina. En su mano exhibe un periódico con la portada del primer ejemplar a color.[2]